# 90식 전차 (일본)
90식 전차(90式戦車 규마루시키 센샤[*])는 육상자위대의 주력 전차이다.

## 개요
일본은 88프로젝트라는 사업명으로 3세대 전차개발계획을 추진하였다. 기본형상은 레오파트 전차를 본따 수직장갑을 채용하였고 여기에 일본에서 독자적으로 개발한 1500마력 디젤엔진과 당시기준으로는 최첨단이였던 FCS(화력통제시스템)와 면허생산한 120mm 독일제 활강포와 자세제어능력을 갖춘 유기압식 현수장치와 자동장전시스템등 1990년대 초에 배치될 당시로서는 첨단 사양으로 제작되었다. 88프로젝트는 사업의 지연으로 90년에 양산 및 실전배치가 되기 시작해서 90식 전차라고 불린다.

## 운용
- 일본 - 340대, 제7사단과 후지교도단

## 같이 보기
- 10식 전차(TK-X): 90식 전차 이후 개발하고 있는 차세대 전차

틀:현용 3세대 전차